# DJ Manian
DJ Manian, Manuel Reuter, född 1978, är en tysk producent/DJ.
Han är med i en rad olika projekt/band såsom Cascada och Tune Up!. Han har även gjort egna låtar, exempelvis Manian - Turn The Tide. Manuel producerar även house/electro och är medlem i Spencer & Hill och R.I.O.
År 2005 så skapade han även ett nytt skivbolag "Zooland Records" tillsammans med en av producenterna från Tune Up! (Yanou).
Manian beräknas vara en av världens största Eurotrance/hard dance-artister.
Senaste singlarna av Manian är "Welcome to the club" och "Ravers in the UK" vilka blev riktigt stora inom trance-världen med oändligt antal remixer.